# Лубянцы (Днепропетровская область)
Лубянцы (укр. Луб'янці) — село, Письменский поселковый совет, Васильковский район, Днепропетровская область, Украина.
Код КОАТУУ — 1220755408. Население по переписи 2001 года составляло 17 человек.

## Географическое положение
Село Лубянцы находится на расстоянии в 0,5 км от села Шевченковское и в 1-м км от села Ивановское.
По селу протекает пересыхающий ручей с запрудой.